# Ctypansa inconstans
Ctypansa inconstans är en fjärilsart som beskrevs av Walker 1858. Ctypansa inconstans ingår i släktet Ctypansa och familjen nattflyn. Inga underarter finns listade i Catalogue of Life.